# Mexikanische Rauhaar-Taschenmaus
| 1 | · | 0 | · | 1 | · | 3 | = 20 |

Die Mexikanische Rauhaar-Taschenmaus (Chaetodipus hispidus) ist ein Nagetier in der Familie der Taschenmäuse, das in zentralen Bereichen Nordamerikas vorkommt. Der deutsche Name bezieht sich auf den Fundort des Typusexemplars in Mexiko (Bundesstaat Tamaulipas).

## Merkmale
Mit einer Gesamtlänge von 152 bis 230 mm, einer Schwanzlänge von 72 bis 113 mm und einem Gewicht von 15 bis 60 g ist die Art ein mittelgroßer bis großer Gattungsvertreter. Sie hat 22 bis 29 mm lange Hinterfüße und 10 bis 13 mm lange Ohren. Das kurze und dichte Fell der Oberseite hat eine graubraune Farbe mit olivgrüner Schattierung, während die Unterseite mit weißlichem Fell bedeckt ist. Weiterhin ist der Schwanz oberseits braun und unterseits weiß. Am Ende des Schwanzes befindet sich eine Quaste.

## Verbreitung
Das Verbreitungsgebiet dieser Taschenmaus reicht vom US-amerikanischen Bundesstaat North Dakota bis etwa nach Mexiko-Stadt. Die Art bewohnt die Prärie, andere Grasländer und offene Eichenwälder. Sie bevorzugt sandigen Grund, kann jedoch auf Lehmböden oder in teilweise felsigen Gebieten vorkommen.

## Lebensweise
Erwachsene Individuen leben nur zusammen, wenn Weibchen paarungsbereit sind. Jedes Exemplar hat ein etwa 0,3 Hektar großes Revier, ist nachtaktiv und hält sich meist auf dem Boden auf. Am Tage ruht die Mexikanische Rauhaar-Taschenmaus in ihrem unterirdischen Bau, der auch als Vorratsspeicher dient. Die Nahrung besteht hauptsächlich aus Samen sowie aus grünen Pflanzenteilen und Insekten. In nördlichen Gebieten fällt die Art im Winter zeitweilig in Hungerstarre (Torpor), sie hält jedoch keinen Winterschlaf. Südliche Populationen können das ganze Jahr aktiv sein.
Die Fortpflanzung ist im Norden auf Frühling und Sommer begrenzt. In diesen Regionen haben Weibchen allgemein zwei Würfe pro Jahr mit 2 bis 9 Nachkommen pro Wurf. Gewöhnlich werden 5 oder 6 Jungtiere pro Wurf geboren. Die Geschlechtsreife tritt nach etwa 60 Tagen ein. Nur wenige Mexikanische Rauhaar-Taschenmäuse erreichen ein Alter von zwei Jahren.

## Verhältnis zu Menschen
Die Art frisst sowohl Samen von Unkräutern als auch Samen von Nutzpflanzen. Es sind keine nennenswerten Bedrohungen bekannt. Die IUCN listet die Mexikanische Rauhaar-Taschenmaus als nicht gefährdet (Least Concern).

## Belege
1. ↑  Don E. Wilson, DeeAnn M. Reeder (Hrsg.): Mammal Species of the World. A taxonomic and geographic Reference. 3. Auflage. 2 Bände. Johns Hopkins University Press, Baltimore MD 2005, ISBN 0-8018-8221-4 (englisch, Chaetodipus hispidus).
2. 1 2 3  Ceballos, G. (Hrsg.): Mammals of Mexico. The Johns Hopkins University Press, 2014, S. 229–230 (englisch, Chaetodipus hispidus).
3. 1 2 3  Ida Park: Hispid pocket mouse im Animal Diversity Web der University of Michigan Museum of Zoology. 2000. Abgerufen: 29. November 2017.
4. 1 2  Chaetodipus hispidus in der Roten Liste gefährdeter Arten der IUCN 2016. Eingestellt von: Linzey, A.V., Timm, R., Álvarez-Castañeda, S.T., Castro-Arellano, I. & Lacher, T., 2016. Abgerufen am 29. November 2017.